# چهاردندان‌سانان
چهاردندان‌سانان (نام علمی: Tetraodontiformes) نام یک راسته از رده پرتوبالگان است.